# 滿月之戰
《滿月之戰》（日语：グランベルム）是Nexus推出的原創電視動畫，渡邊政治導演，花田十輝系列構成，大塚真一郎和今中敏負責角色設計，末廣健一郎擔任音樂製作。於2019年7月6日至9月27日播放全13話，台灣Animax於2019年12月至2020年1月播放全13話。

## 故事大綱
在魔法仍存在的古代，因為人類濫用魔法相互爭戰而讓世界陷入危機，千年前的七賢者便以生命作為代價封印了全世界的魔力。
魔術師的後代們為了取回魔力，每十年一次在滿月時各自以魔石進入異世界，駕御自己召喚的魔偶戰鬥，只有最後一位勝利者才能成為掌控全世界魔力的首席魔術師。
主角小日向滿月在一次紅月之夜偶然誤入了異世界，並認識了魔術師的少女新月·艾妮斯塔·深海，在戰鬥中滿月召喚了自己專屬的魔偶白百合（ホワイトリリー），並戰勝了羅莎的魔偶(クレストアンス)，令羅莎的魔石碎裂退場。
之後新月和滿月交談才發現滿月對魔法根本一無所知，甚至連自己是不是魔術師後代都不知道。
日常平凡沒有才能的滿月為了做一些只有自己能做到的事，決心成為首席魔術師而參加滿月之戰。

## 登場人物
小日向滿月（聲：島袋美由利）
運動和學習都不太擅長，不過和同班同學相處得還算不錯，在朋友中起了帶頭作用。因為為了實現新月願望等原因而參加滿月之戰。在與水晶最後戰鬥前向新月建議要故意被打敗並利用激光冠龍的隱身之術逃走，自己則誘敵並讓水晶受到傷害。實際上是魔力結界回應新月想要朋友的願望的而創造出的人偶。持有魔偶「白百合（ホワイトリリー）」。
新月·艾妮斯塔·深海（聲：種﨑敦美）
小時候曾在日本住過，最近再次從德國移居過來的少女。一直視帶在身邊的人偶為好朋友。有着被魔力结界所眷顾的强大资质，但也因此遭遇不幸，有著希望世上所有魔力消失的願望。雖然初期反對滿月參加滿月之戰，但在聽了對方的想法後決定接受，並教導她如何戰鬥，也因此建立友誼。在與水晶最後戰鬥中變成新人類（NEWTYPE），並與融合滿月的思念進化成「（FEMME FATALE）」，最後以擊敗水晶。後來水晶以思念體形式進行勸說，而出現在自己面前的滿月還是堅持新月消除魔力，新月最後還是不後悔自己的決定，並實現願望。之後幾乎變得不被人感知，認為魔力結界在給予自己最後試煉。持有魔偶「堇貓（ヴィオラカッツェ）」。
安娜·胡戈（聲：日笠陽子）
本作前期反派頭目。名門胡戈家的繼承人，接受英才教育的大小姐。家族前两代都没有能产生魔法师而承担起家族魔法师的重担，但实际上依然没有魔法师才能，因為忌妒新月而陷入瘋狂。在得知自己的魔法才能实际由新月暗中协助后彻底情绪崩溃，弑母偷得家傳寶石。在與新月最後一戰中被擊敗，因為受到魔力衝擊過於巨大，使靈魂被徹底消滅，其存在因為強大魔力介入而被消除。持有魔偶「烏頭陰鬱（アークナイトグリス）」。
林寧寧（聲：久保百合花）
女風水師的女兒，有兩個住在香港的妹妹。被妹妹叫做「寧寧姐」。因為外表等原因而就讀日本初中。與小日向希望是朋友。為了找回母親而參加滿月之戰。被滿月擊敗後失去資格。發現可利用降噪原理施加用相反的魔力讓他們相互抵消，來減少魔力干涉數值，从而查出小日向滿月家魔力异常，魔力數值異常的龐大，并告知新月：满月可能是由魔力构成的人偶。持有魔偶「激光冠龍（ジーグァンロン（激光冠龍））」專精遠距離攻擊，還可操控追蹤，後來覺醒為「醒冠龍（シングァンロン（醒冠龍））」。在新月實現自己的願望後，外表變成大人的樣子。
袴田水晶（聲：悠木碧）
安娜的弟子之一，在胡戈家服侍安娜。表面上總是笑臉迎人，但內心城府極深。
在安娜死後逐漸露出真面目。本作真正的反派大頭目。曾经通过親吻九音把四翠的魂魄吃掉。在胡戈得知自己的无能后将其抛弃。真實身分是從一千年前魔力結界誕生之初，由魔力結界賦予任務的古代魔術師；去考驗那些希望成為首席魔術師的人。认为自己已经考验下无数想成为首席魔術師的人，却得不到魔力结界对她的认可；心智逐漸扭曲，開始玩弄人心。但在与新月的最终决战中败北。新月试图实现愿望时，魔力大殿投射其殘影，象徵魔力大殿的意志。持有魔偶「圓角龍（ドロセラノクターン）」，真身是。
羅莎（聲：赤崎千夏）
在胡戈家工作的的安娜的弟子之一，擁有與水晶截然不同的直率性格。是第一位被滿月擊敗而失去資格的人。因為安娜認為失去魔力的她沒有價值而被驅逐。在安娜存在被消除後因魔力介入而取代其存在，但被認為是在寧寧被擊敗前就失去資格的人。持有魔偶。
土御門九音（聲：石見舞菜香）
實際上是世代代繼承的陰陽師家系，土御門家的女兒，繼承了守護家的宿命。為了救姊姊四翠而參加滿月之戰。因為發現四翠是為了讓自己贏過水晶才故意被吃掉而發飆。魔偶「雪月梅花（雪月梅花（せつげつばいか））」進化成鬼心鏡月，打出水晶魔偶的真身。九音不斷攻擊被四翠魂魄阻止將魔力發出的，並使用必殺技「天夢隆星」。在用刀刺了水晶後，卻被她反手用刀刺死。其存在因為強大魔力介入而被消除。
小日向希望（聲：赤尾光）
小日向滿月的妹妹。
林菜菜（聲：木村珠莉）
林寧寧的妹妹之一。
林美美（聲：春日望）
林寧寧的妹妹之一。
土御門四翠（聲：田村由香里）
土御門九音的姊姊。為了保護妹妹九音而參加滿月之戰，最後受到詛咒而陷入沉睡。後水晶證實是自己「吃掉了四翠的靈魂」。
在九音靈魂被水晶吞取後，奇蹟似復活。卻喪失了所有記憶。被滿月發現後順理成章成為滿月一群人的朋友。在結局為投入職場而努力。
莎夏（聲：內山夕實）
侍奉胡戈家的仆人。
克蕾兒·胡戈（聲：高野麻里佳）
安娜·胡戈的妹妹。

## 電視動畫
2019年7月至9月於MBS電視台、TBS電視台、BS-TBS播出。

### 主題曲
片頭曲
填詞：Eir，作曲、編曲：重永亮介，主唱：藍井艾露
片尾曲
填詞、主唱：Uru，作曲：H.Aoba、N.Sasaki，編曲：佐佐木望
劇中歌
作詞、作曲、主唱：Uru，編曲：rionos
劇中歌
作詞：深川琴美，作曲、編曲：末廣建一郎，主唱：土御門四翠 （田村由香里）

### 各話列表
| 話數   | 日文標題 | 中文標題           | 編劇     | 分鏡     | 演出     | 作畫監督          | 總作畫監督        |
| ------ | -------- | ------------------ | -------- | -------- | -------- | ----------------- | ----------------- |
| 第1話  |          | 世界上唯一的魔術師 | 花田十輝 | 渡邊政治 | 渡邊政治 | 明珍宇作          | 今中敏            |
| 第2話  |          | 為了我能存在於此   | 花田十輝 | 渡邊政治 | 高島大輔 | 北原大地          | 野田康行          |
| 第3話  |          | 鐘聲敲響在滿月     | 花田十輝 | 石田可奈 | 石田可奈 | 石田可奈          | 今中敬 野田康行   |
| 第4話  |          | 風水師林芬芬       | 花田十輝 | 高島大輔 | 高島大輔 | 北原大地          | 野田康行          |
| 第5話  |          | 小小少女的小小心願 | 花田十輝 | 德本善信 | 德本善信 | 不適用            | 明珍宇作          |
| 第6話  |          | 魔石               | 花田十輝 | 高島大輔 | 高島大輔 | 北原大地          | 野田康行          |
| 第7話  |          | 怨婦               | 花田十輝 | 中西和也 | 渡邊政治 | 不適用            | 明珍宇作          |
| 第8話  |          | 所謂成為魔術師     | 花田十輝 | 渡邊政治 | 明珍宇作 | 北原大地          | 野田康行          |
| 第9話  |          | 夜曲，浸染一切     | 花田十輝 | 德本善信 | 德本善信 | 北原大地          | 野田康行          |
| 第10話 |          | 思緒萬千的人偶     | 花田十輝 | 石田可奈 | 石田可奈 | 石田可奈          | 野田康行          |
| 第11話 |          | 就算告別無法傳達   | 花田十輝 | 高島大輔 | 高島大輔 | 北原大地          | 野田康行          |
| 第12話 |          | 魔力結界           | 花田十輝 | 中西和也 | 高島大輔 | 明珍宇作          | 明珍宇作          |
| 第13話 |          | 為了世界唯一的兩人 | 花田十輝 | 渡邊政治 | 渡邊政治 | 北原大地 石田可奈 | 野田康行 明珍宇作 |

### 藍光版
| 卷數 | 發售日期       | 收錄話數       | 規格編號  |
| ---- | -------------- | -------------- | --------- |
| 上卷 | 2019年10月27日 | 第1話 ~ 第6話  | DMPXA-047 |
| 下卷 | 2020年1月31日  | 第7話 ~ 第13話 | DMPXA-048 |

#### 播放電視台
| 台灣Animax 星期一-星期日21:00-22:00 節目 | 台灣Animax 星期一-星期日21:00-22:00 節目          | 台灣Animax 星期一-星期日21:00-22:00 節目 |
| ---------------------------------------- | ------------------------------------------------- | ---------------------------------------- |
|                                          | 滿月之戰GRANBELM （2019年12月25日-2020年1月14日） |                                          |
| Re：從零開始的異世界生活                 | 獵人(新版)                                        |                                          |

| 香港Animax 星期一及二 22:00－23:00 節目 | 香港Animax 星期一及二 22:00－23:00 節目            | 香港Animax 星期一及二 22:00－23:00 節目 |
| --------------------------------------- | -------------------------------------------------- | --------------------------------------- |
|                                         | 滿月之戰GRANBELM （2019年12月10日-2019年12月31日） |                                         |
| —                                       | —                                                  |                                         |

## 外部連結
- 電視動畫《滿月之戰》 （页面存档备份，存于）（日語）
- 滿月之戰 | MBS （页面存档备份，存于） - 毎日放送（日語）
- 電視動畫《滿月之戰》官方的X（前Twitter）（日語）